# Communauté de communes des Portes Sud Périgord
Die Communauté de communes des Portes Sud Périgord ist ein französischer Gemeindeverband mit der Rechtsform einer Communauté de communes im Département Dordogne in der Region Nouvelle-Aquitaine. Sie wurde am 1. Januar 2014 gegründet und umfasst 25 Gemeinden. Der Verwaltungssitz befindet sich im Ort Eymet.

## Historische Entwicklung
Der Gemeindeverband entstand durch Fusion der Vorgängerorganisationen Communauté de communes du Pays Issigeacois und Communauté de communes Val et Coteaux d’Eymet.
Mit Wirkung vom 1. Januar 2019 wurden die bis dahin selbstständigen Gemeinden Sainte-Innocence, Sainte-Eulalie-d’Eymet  und Saint-Julien-d’Eymet zur Commune nouvelle Saint-Julien-Innocence-Eulalie zusammengelegt, die in den Gemeindeverband aufgenommen wurde. Die bis dahin selbstständige Gemeinde Flaugeac wurde zur Commune nouvelle Sigoulès-et-Flaugeac zusammengelegt und verließ den Gemeindeverband. Dadurch verringerte sich die Anzahl der Mitgliedsgemeinden von 28 auf 25 und die Fläche von 286,66 km² auf 279,31 km².

## Mitgliedsgemeinden
| Gemeinde                                       | Einwohner 1. Januar 2022 | Fläche km² | Dichte Einw./km² | Code INSEE | Postleitzahl |
| ---------------------------------------------- | ------------------------ | ---------- | ---------------- | ---------- | ------------ |
| Bardou                                         | 43                       | 4,76       | 9                | 24024      | 24560        |
| Boisse                                         | 249                      | 16,58      | 15               | 24045      | 24560        |
| Conne-de-Labarde                               | 255                      | 10,05      | 25               | 24132      | 24560        |
| Eymet                                          | 2.553                    | 31,25      | 82               | 24167      | 24500        |
| Faurilles                                      | 36                       | 4,30       | 8                | 24176      | 24560        |
| Faux-en-Périgord                               | 669                      | 16,07      | 42               | 24177      | 24560        |
| Fonroque                                       | 333                      | 9,00       | 37               | 24186      | 24500        |
| Issigeac                                       | 748                      | 9,16       | 82               | 24212      | 24560        |
| Monmadalès                                     | 80                       | 5,04       | 16               | 24278      | 24560        |
| Monmarvès                                      | 61                       | 5,62       | 11               | 24279      | 24560        |
| Monsaguel                                      | 135                      | 11,57      | 12               | 24282      | 24560        |
| Montaut                                        | 127                      | 16,16      | 8                | 24287      | 24560        |
| Plaisance                                      | 410                      | 24,75      | 17               | 24168      | 24560        |
| Razac-d’Eymet                                  | 321                      | 12,28      | 26               | 24348      | 24500        |
| Sadillac                                       | 102                      | 5,63       | 18               | 24359      | 24500        |
| Saint-Aubin-de-Cadelech                        | 347                      | 13,66      | 25               | 24373      | 24500        |
| Saint-Aubin-de-Lanquais                        | 357                      | 9,27       | 39               | 24374      | 24560        |
| Saint-Capraise-d’Eymet                         | 172                      | 11,18      | 15               | 24383      | 24500        |
| Saint-Cernin-de-Labarde                        | 226                      | 11,39      | 20               | 24385      | 24560        |
| Saint-Julien-Innocence-Eulalie                 | 311                      | 19,73      | 16               | 24423      | 24500        |
| Saint-Léon-d’Issigeac                          | 146                      | 5,68       | 26               | 24441      | 24560        |
| Saint-Perdoux                                  | 142                      | 7,43       | 19               | 24483      | 24560        |
| Sainte-Radegonde                               | 76                       | 4,81       | 16               | 24492      | 24560        |
| Serres-et-Montguyard                           | 237                      | 6,85       | 35               | 24532      | 24500        |
| Singleyrac                                     | 314                      | 7,09       | 44               | 24536      | 24500        |
| Communauté de communes des Portes Sud Périgord | 8.450                    | 279,31     | 30               | –          | –            |